# Crocidura montis
Crocidura montis är en däggdjursart som beskrevs av Thomas 1906. Crocidura montis ingår i släktet Crocidura och familjen näbbmöss. IUCN kategoriserar arten globalt som livskraftig. Inga underarter finns listade i Catalogue of Life.
Denna näbbmus förekommer med flera från varandra skilda populationer i bergstrakter i Kenya, Sydsudan, Tanzania och Uganda. Den hittas vanligen mellan 2100 och 4200 meter över havet. Arten lever i bergsskogar och på bergsängar.
Crocidura montis blir 63 till 95 mm lång (huvud och bål), har en 46 till 69 mm lång svans, 10 till 17 mm låga bakfötter och 6 till 12 mm långa öron. Den täta och mjuka pälsen på ovansidan bildas av ungefär 4mm långa hår som är mörkgrå nära roten och mörk rödbrun till mörkbrun efter mitten. Undersidan och huvudet har ungefär samma färg och svansen är mer svartbrun. Artens öron är delvis gömda i pälsen.
Födans sammansättning varierar lite beroende på utbredning. Näbbmusen äter insekter och andra ryggradslösa djur som kompletteras med några frön och gröna växtdelar. På Mount Elgon har arten nästan samma ekologiska nisch som gnagaren Lophuromys flavopunctatus. Näbbmusen äter där inte lika ofta frön och den föredrar skalbaggar samt spindlar medan gnagaren är specialiserade på maskar och larver från tvåvingar.